# Matobo
Matopo ili Matobo (engl.: Matopo Hills) je brdovito područje na jugoistoku Zimbabvea koje se prostire na oko 320.000 hektara, a sastoji se od prepoznatljivih kamenih oblika iznad granitnog pokrivača koji pokriva većinu države. Ono je kulturni park čijih je 205.000 hektara upisano na UNESCO-ov popis mjesta svjetske baštine u Africi jer su "njegove stijene pružale sklonište ljudima, kontinuirano od kamenog doba i rane povijesti do naovamo, o čemu svjedoče brojne slikarije na stijenama". 
Nacionalni park Matobo (Matopos National Park) je osnovan 1904. godine kao rezervat prirode koji je postao nacionalnim parkom 1926. god. Današnji nacionalni park uključuje brane Maleme, Mpopoma i Toghwana, spektakularna brda kao što su Malindidzimu, Inungu i Pomongwe, kao i većinu najboljih špiljskih crteža. Najstarije, iz oko 13.000 godina, su djelo lovaca-sakupljača i naturalistički prikazuju ljude, životinje i drveća, naslikani crvenim pigmentom okera. Neobično su prikazana ljudska tijela, izdužena kako bi naglasila pokret, dok im veličina odgovara važnošću likova. Na mnogim mjestima se nalazi više slojeva slika iz različitih razdoblja. Kasnije slike su povezane sa zemljoradnicima i naslikane su bijelim pogmentima kaolina ili kvarca, i uglavnom su povezane s kompleksnom kozmologijom vjerskih vjerovanja. Lokalna zajednica još uvijek koristi ove oslikane stijene kao svetišta, ali i mjesto ceremonijalnih i gospodarskih djelatnosti vjere Mwari.
Sjeverno od nacionalnog parka se proteže Matobo rekreacijski park.
Od 189 vrsta sisavaca u Zimbabveu, 88 vrsta se može naći u Matobo brdima. U parku se mogu naći: sabljasta antilopa, vodeni jelen, zebra, žirafa i deva. Također, u brdima živi oko 330 vrsta ptica, uključujući i najveću populaciju crnog orla u Africi.

## Povijest
Arheološko proučavanje slikarija i iskopina kod njih su dokazali ljudsko obitovanje u Matobou u kamenom dobu prije 13.000 godina. Bušmani lovci-sakupljači su živjeli na ovim brdima prije oko 2.000 godina, ostavivši bogato naslijeđe u vidu stotine oslikanih stijena. U mnogim pukotinama i pećinama pronađene su glinene peći i drugi povijesni "dokumenti". Mnogi narodi Južne Afrike ova brda smatraju svetim, te većina rituala i druge religijske svečanosti se izvode na njima. Postoji legenda da se do unazad 50 godina mogao čuti glas u jednoj od pećina u brdu.
U ranom 19. stoljeću se na ovom području učvrščuje narod Ndebele, pod vodstvom kralja Mzilikazija. Mhlahlandlela, na sjevernim obroncima Matobo brda, je bilo jedno od njihovih prvih naselja. Nedugo potom osnovan je i grad Bulawayo. U to vrijeme je pristigao i narod Nguni, u bijegu od Zulua. 
Otpor domorodaca prvim kolonistima je dobro dokumentiran. Tijekom sukoba Cecila Rhodesa i Ndebelea, od 1893. do 1896. godine, Matobo brda su odigrala ključnu ulogu kao sklonište lokalnih stanovnika koji su crpili snagu iz Mwari proročišta u stijenama.
- Maleme brana
- Nyahwe granitna stijena
- Grob Cecila Rodhesa u NP Matobo
- Izlazak sunca u Matobu, 2006.
- Bijeli nosorozi u NP Matobo